# Fredy Hinestroza
Fredy Hinestroza Arias (Medellín, 5 aprile 1990) è un calciatore colombiano, centrocampista dell'Atlético Bucaramanga.

## Carriera

### Club
Nel 2011 ha esordito nella massima serie colombiana con l'Atletico Nacional, con cui ha inoltre vinto la competizione; ha poi giocato sempre in patria nel La Equidad, con cui nell'arco di due anni ha segnato 8 reti in 81 presenze nella massima serie colombiana.
Nel 2014 è passato in prestito al Getafe, con la cui maglia durante la stagione 2014-2015 ha segnato 2 reti in 33 presenze nella massima serie spagnola.

### Nazionale
Debutta con la nazionale colombiana il 16 gennaio 2022 in occasione dell'amichevole vinta 2-1 contro l'Honduras.

## Statistiche

### Cronologia presenze e reti in nazionale
| Cronologia completa delle presenze e delle reti in nazionale ― Colombia | Cronologia completa delle presenze e delle reti in nazionale ― Colombia | Cronologia completa delle presenze e delle reti in nazionale ― Colombia | Cronologia completa delle presenze e delle reti in nazionale ― Colombia | Cronologia completa delle presenze e delle reti in nazionale ― Colombia | Cronologia completa delle presenze e delle reti in nazionale ― Colombia | Cronologia completa delle presenze e delle reti in nazionale ― Colombia | Cronologia completa delle presenze e delle reti in nazionale ― Colombia |
| Data                                                                    | Città                                                                   | In casa                                                                 | Risultato                                                               | Ospiti                                                                  | Competizione                                                            | Reti                                                                    | Note                                                                    |
| ----------------------------------------------------------------------- | ----------------------------------------------------------------------- | ----------------------------------------------------------------------- | ----------------------------------------------------------------------- | ----------------------------------------------------------------------- | ----------------------------------------------------------------------- | ----------------------------------------------------------------------- | ----------------------------------------------------------------------- |
| 16-1-2022                                                               | Fort Lauderdale                                                         | Colombia                                                                | 2 – 1                                                                   | Honduras                                                                | Amichevole                                                              | -                                                                       |                                                                         |
| 28-1-2022                                                               | Barranquilla                                                            | Colombia                                                                | 0 – 1                                                                   | Perù                                                                    | Qual. Mondiali 2022                                                     | -                                                                       | 90+1’                                                                   |
| Totale                                                                  |                                                                         | Presenze                                                                | 2                                                                       |                                                                         | Reti                                                                    | 0                                                                       |                                                                         |

## Palmarès

### Club

#### Competizioni nazionali
- Campionato colombiano: 4

Nacional Medellin: 2011
Atletico Junior: 2019, 2023
Atletico Bucaramanga: 2024-I
- Súper Liga: 2

Atletico Junior: 2019, 2020